# Rabusa (stacja kolejowa)
Rabusa (biał. Рабуса, ros. Ребуса) – stacja kolejowa w miejscowości Rabusa, w rejonie rzeczyckim, w obwodzie homelskim, na Białorusi. Leży na linii Homel - Łuniniec - Żabinka.
Od stacji odchodzi duża bocznica do zakładu przetwórstwa gazu spółki Biełarusnafta.